# Heinz-Steyer-Stadion
Heinz-Steyer-Stadion – wielofunkcyjny stadion w Dreźnie, w Niemczech. Został otwarty 12 października 1919 roku. Może pomieścić 4500 widzów. Swoje spotkania na stadionie rozgrywają piłkarze klubu Dresdner SC, a także zawodnicy zespołu futbolu amerykańskiego Dresden Monarchs.

## Historia
Stadion powstał na terenie dawnego folwarku, a jego otwarcie miało miejsce 12 października 1919 roku. Do końca II wojny światowej służył jako obiekt domowy klubu Dresdner SC. Po pożarze budynku klubowego w 1928 roku przeprowadzono kapitalny remont obiektu, zwiększając jego pojemność do 60 000 widzów. Podczas bombardowań Drezna w lutym 1945 roku stadion służył jako główny punkt orientacyjny dla alianckiego lotnictwa, sam obiekt nie ucierpiał jednak znacznie podczas tych nalotów. 31 grudnia 1949 roku, przy okazji pożegnalnego spotkania Richarda Hofmanna zainaugurowano na stadionie pierwsze w Niemczech sztuczne oświetlenie. W 1954 roku stadionowi nadano imię Heinza Steyera. Po wojnie gospodarzem obiektu został klub SG Friedrichstadt, a w 1950 roku stadion przejął klub policyjny (późniejsze Dynamo), który gościł na nim do 1957 roku, kiedy to przeniósł się na Rudolf-Harbig-Stadion. Następnie na stadion wprowadził się zespół SC Einheit Dresden, a od 1990 roku swoje mecze rozgrywa na nim reaktywowany Dresdner SC. Obecnie obiekt wykorzystuje także drużyna futbolu amerykańskiego Dresden Monarchs. W latach 2015–2017 od strony północnej wybudowano nową, zadaszoną trybunę. Choć stadion mógłby obecnie pomieścić do 30 000 widzów, jego pojemność jest ograniczona do 4500 osób.
26 czerwca 1949 roku na arenie rozegrano finał drugiej edycji rozgrywek o mistrzostwo Niemiec Wschodnich (Union Halle – Fortuna Erfurt 4:1). Na obiekcie dwukrotnie odbyły się również mecze finałowe piłkarskiego Pucharu NRD, 3 lipca 1954 roku (Vorwärts Berlin – Motor Zwickau 2:1) i 6 grudnia 1959 roku (Dynamo Berlin – Wismut Karl-Marx-Stadt 0:0 pd. – po remisie spotkanie to powtórzono tydzień później na Bruno-Plache-Stadion w Lipsku, gdzie  Dynamo wygrało 3:2). Do końca II wojny światowej cztery spotkania na stadionie rozegrała piłkarska reprezentacja Niemiec, po wojnie również cztery mecze rozegrała na nim reprezentacja NRD. Obiekt gościł także zawody w innych dyscyplinach sportu, m.in. w piłce ręcznej na trawie, kolarstwie (przejeżdżał tędy Wyścig Pokoju) i lekkiej atletyce (na stadionie odbywały się m.in. Mistrzostwa NRD, padały na nim także rekordy świata; od 1972 roku obiekt wyposażony jest w tartanową bieżnię lekkoatletyczną).